# Estación Intermodal Del Sol
La Estación Intermodal Del Sol es una estación de intercambio modal operada por Metro S.A. que fue inaugurada el 14 de abril de 2011 y que está ubicada en la Avenida Pajaritos (cercana a la Autopista del Sol), comuna de Maipú.
Aunque inicialmente estaba pensada para funcionar como punto de conexión con buses hacia el Litoral central, solo operaba un recorrido con destino a Talagante. Desde el 10 de septiembre de 2024, Flixbus realiza paradas intermedios en Del Sol con recorridos que tienen como destino San Antonio y el terminal de buses San Borja. 
Al igual que el resto de las intermodales que conectan con el Metro, alberga recorridos de la Red Metropolitana de Movilidad.

## Servicios de buses

### ServiciosRed
| Servicio | Destino             | Recorrido |
| -------- | ------------------- | --- |
| I07      | Rinconada           | Av. Los Pajaritos - Santiago Bueras - Hernán Bravo Cruz - Blanco Encalada - Av. El Olimpo - Plaza del Abrazo - José Manuel Borgoño - Av. 4 Poniente - La Galaxia - Nudo Rinconada                                               |
| I08      | Mall Arauco Maipú   | Av. Los Pajaritos - Isabel Riquelme - La Sinfonía - Camino La Farfana - Av. El Rosal - Colegio Alicante de Maipú |
| I08      | San Alberto Hurtado | Av. Los Pajaritos - Monte Tabor - Las Parcelas - Alameda - Las Rejas - Ecuador - Concón |
| I09e     | Rinconada           | Av. Los Pajaritos - Santiago Bueras - Hernán Bravo Cruz - Blanco Encalada - Plaza del Abrazo - Camino a Rinconada |
| I13      | San Alberto Hurtado | Ida: Av. Pajaritos - Av. Américo Vespucio - Av. Segunda Transversal - Lumen - Los Presidentes - México - Lo Errázuriz - Villa Raúl Silva Henríquez - 5 de Abril - Av. Las Rejas Sur - Las Rejas - Alameda - San Alberto Hurtado |
| I22      | La Farfana          | Jorge Alessandri - Cordillera de Los Andes - Av. El Rosal - Ingeniero Eduardo Domínguez - Isabel Riquelme |
| I35      | Padre Hurtado       | Av. Pajaritos - Plaza de Maipú - Cam. a Melipilla - Av. Primera Transversal - Pza. de Padre Hurtado - Av. San Ignacio - Los Nogales                                                                                             |

### Servicios interurbanos
| Servicio | Destino      | Recorrido |
| -------- | ------------ | --- |
| Flixbus  | San Antonio  | Ruta 78 - Ruta G-82 - Av. José Manuel Balmaceda - Pedro Montt - Av. Barros Luco - Av. Angamos                      |
| Flixbus  | Santiago     | Av. Pajaritos - Av. Gladys Marín Millie - Alameda - Hermanos Arellano - San Javier                                 |
| Flixbus  | Viña del Mar | Autopista Vespucio Norte - Ruta 68 - Ruta 60 - Autopista Troncal Sur - Limache - Viana - Quillota - Av. Valparaíso |